# 박기륭
박기륭은 대한민국의 배우이다.

## 출연작

### 영화
- 《CCTV》 (2021년) - 박 사장 역
- 《해치지않아》 (2020년) - 해직직원 5 역
- 《천문: 하늘에 묻는다》 (2019년) - 국문장 대신 역
- 《미옥》 (2017년) - 남 사장 역
- 《범죄도시》 (2017년) - 노래방 사장 역
- 《박열》 (2017년) - 고토 신페이 역
- 《고산자, 대동여지도》 (2016년) - 김만수 역
- 《아가씨》 (2016년) - 채찍은 말한다 독회 손님 1 역
- 《레볼루션》 (2015년) - 고 형사 역
- 《강남 1970》 (2015년) - 박장군 역
- 《이부장 러쉬!》 (2014년) - 이부장 역
- 《내 마음의 고향》 (2014년) - 황처사 역
- 《개똥이》 (2013년) - 개똥 부 역
- 《동학, 수운 최제우》 (2012년) - 최제우 역
- 《운수 좋은 날》 (2005년) - 형사 1 역
- 《진실게임》 (2000년) - 담임 역

### 드라마
- 《원더우먼》 (2021년, SBS)
- 《사랑의 불시착》 (2020년, tvN) - 상관 역
- 《낭만닥터 김사부 2》 (2020년, SBS) - 이사 역
- 《사랑은 뷰티풀 인생은 원더풀》 (2020년, KBS2) - 퀵서비스 사장 역
- 《싸이코패스 다이어리》 (2019년, tvN) - 공장 사장 역
- 《나의 나라》 (2019년, JTBC) - 대신 1 역
- 《동백꽃 필 무렵》 (2019년, KBS2) - 군의원 역
- 《저스티스》 (2019년, KBS2) - 가해자 아버지 1 역
- 《어비스》 (2019년, tvN) - 경찰서장 역
- 《사이코메트리 그녀석》 (2019년, tvN) - 검찰총장 역
- 《으라차차 와이키키 2》 (2019년, JTBC) - 고객 남편 역
- 《막돼먹은 영애씨 시즌 17》 (2019년, tvN) - 나이트클럽 박사장 역
- 《미스터 션샤인》 (2018년, tvN) - 화월루 주인 역
- 《최고의 이혼》 (2018년, KBS2)
- 《라이프》 (2018년, JTBC) - 상사 사장 역
- 《시를 잊은 그대에게》 (2018년, tvN)
- 《작은 신의 아이들》 (2018년, OCN) - 기무사 대령 역
- 《스위치 - 세상을 바꿔라》 (2018년, SBS) - 산업은행장 역
- 《의문의 일승》 (2017년, SBS)
- 《비밀의 숲》 (2017년, tvN) - 배상욱 역
- 《사임당, 빛의 일기》 (2017년, SBS) - 윤자임 역
- 《써클: 이어진 두 세계》 (2017년, tvN) - 50대 남자 역
- 《군주 - 가면의 주인》 (2017년, MBC) - 장서방 역
- 《역적 : 백성을 훔친 도적》 (2017년, MBC) - 의금부 판사 역
- 《쓸쓸하고 찬란하神 - 도깨비》 (2016년, tvN) - 대신 역
- 《당신만이 내사랑》 (2014년, KBS1) - 박사장 역
- 《황금무지개》 (2013년, MBC) - 집사 역

### 공연
- 《데모크라시》 (2019년) - 헌스 겐셔 역
- 《쪽빛의 노래》 (2019년) - 늙은이 역

### 연극
- 《기억의 자리》 (2019년) - 고고학자 역
- 《사랑에 관한 세개의 소묘》 (2018년) - 남편 역
- 《그놈을 잡아라》 (2017년) - 멀티맨 역
- 《어둠 속의 햄릿》 (2015년) - 햄릿 역
- 《하드보일드 멜랑콜리아》 (2018년) - 방화범 역
- 《노래하는 샤일록》 (2014년) - 샤일록 역
- 《미국아버지》 (2014년) - 자말 역
- 《콜라소녀》 (2013년) - 둘째 아들 역
- 《구름》 (2013년) - 자말 역
- 《불 좀 꺼주세요》 (2012년) - 강창영 역
- 《3월의 눈》 (2012년) - 황씨 역
- 《오셀로》 (2011년) - 이아고 역
- 《베니스의 상인》 (2011년) - 안토니오 역
- 《침팬지 인간보고서》 (2009년) - 박사 역
- 《아트》 (2007년) - 규태 역

## 수상
- 2015년 제4회 대한민국 셰익스피어 어워즈 연기상
- 2012년 제33회 서울연극제 남자연기상